# 1863 у літературі

## Події
- Семюель Клеменс уперше використав псевдонім Марк Твен.

## Твори
- Жуль Верн написав свій перший роман «П'ять тижнів на повітряній кулі».

## Народилися
- Грінченко Марія Миколаївна — українська письменниця, перекладач, педагог.
- Кобилянська Ольга Юліанівна — українська письменниця.
- Серафимович Олександр Серафимович — російський письменник.
- Сологуб Федір Кузьмич — російський поет, прозаїк, драматург, теоретик мистецтва та перекладач.

## Померли
- Вільям Теккерей — англійський письменник-сатирик.